# Mavie Bardanzellu

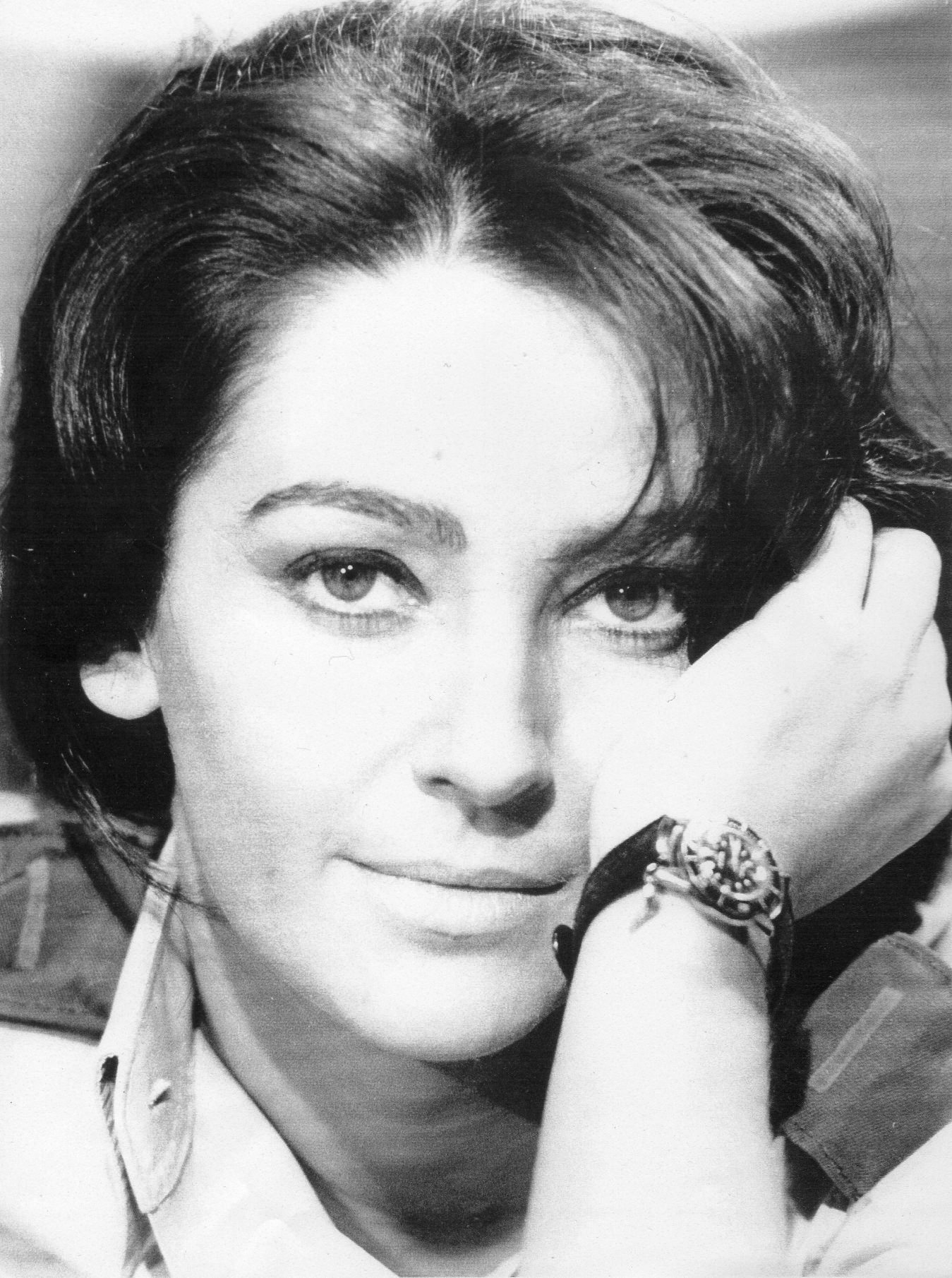
Mavie Bardanzellu

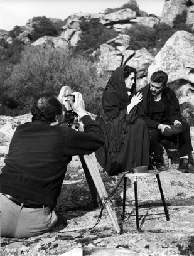
Mavie Bardanzellu con Matteo Maciocco sul set di Una storia sarda (1962). Di spalle, il regista Piero Livi

Mavie Bardanzellu, pseudonimo di Maria Vittoria Bardanzellu (Luras, 6 aprile 1938 – Roma, 5 febbraio 2022), è stata un'attrice e ballerina italiana.

## Biografia
Mavie Bardanzellu iniziò la carriera artistica con la danza, diplomandosi prima ballerina all'Accademia di danza classica di Torino. Trasferitasi a Roma, frequentò lo Studio Fersen di Arti Sceniche, seguendo il metodo Stanislavskij, e prese parte alle rappresentazioni del laboratorio teatrale della scuola.
Nel 1962 fu notata dal regista Piero Livi, che le affidò il ruolo di protagonista femminile in Una storia sarda, una pellicola indipendente ambientata tra i banditi dell'isola.
Dopo il debutto recitò parti secondarie in Una questione d'onore di Luigi Zampa, Menage all'italiana di Franco Indovina (1965), in Carogne si nasce di Alfonso Brescia (1968) e in Silvia e l'amore di Sergio Bergonzelli (1968).
Nel 1967 rientrò nella compagnia teatrale di Alessandro Fersen, colla quale recitò ne Le diavolerie, spettacolo di ricerca su testo dello stesso Fersen, presentato al Festival dei Due Mondi di Spoleto dello stesso anno e poi al Teatro La Cometa di Roma.
Nel 1969 recitò in Beatrice Cenci di Lucio Fulci e come co-protagonista ne La battaglia del Sinai, una pellicola ambientata durante la Guerra dei sei giorni del 1967. Nello stesso anno, viene nuovamente ingaggiata da Piero Livi quale protagonista femminile in Pelle di bandito, film ispirato alla vita di Graziano Mesina che concorse alla Mostra Internazionale d'Arte Cinematografica di Venezia. Infine, recitò in una parte secondaria nel film Abuso di potere di Camillo Bazzoni (1972).
Dopo il suo matrimonio, nel 1973, abbandonò la carriera artistica.
Il 30 marzo 2010 partecipò a un incontro curato dal Centro sperimentale di cinematografia al Cinema Trevi di Roma, nel corso del quale fu presentato il volume Un regista indipendente. Piero Livi, i suoi film, la rassegna di Olbia. Il 30 giugno successivo, a Sassari, presenziò all'inaugurazione del 4° Sardinia Film Festival, dove, a 40 anni dalla sua partecipazione al Festival di Venezia, fu proiettato il film Pelle di bandito di Piero Livi, che la vide quale protagonista femminile.

## Filmografia
- Una storia sarda, regia di Piero Livi (1962)
- Una questione d'onore, regia di Luigi Zampa (1965)
- Menage all'italiana, regia di Franco Indovina (1965)
- Carogne si nasce, regia di Alfonso Brescia (1968)
- Silvia e l'amore, regia di Sergio Bergonzelli (1968)
- Beatrice Cenci, regia di Lucio Fulci (1969)
- La battaglia del Sinai, regia di Maurizio Lucidi (1969)
- Pelle di bandito, regia di Piero Livi (1969)
- Abuso di potere, regia di Camillo Bazzoni (1972)